# Господиня дитячого будинку
«Господиня дитячого будинку» (рос. «Хозяйка детского дома») — радянський мелодраматичний двосерійний телефільм 1983 року.

## Сюжет
Олександра Іванівна Ванєєва керує дитячим будинком вже близько 20 років. Талановитий педагог і керівник, вона кожен день стикається зі складними життєвими ситуаціями, в які потрапляють її співробітники і діти. Приблизно за три роки до описуваних у фільмі подій Олександра усиновила вихованця свого дитбудинку Сергія. Свого часу його рідна мати Ксенія Рябцева була позбавлена батьківських прав рішенням суду. Сергій виріс і збирається одружитися, і тут Ксенія знову з'являється в його житті. Ванєєва побоюється, що це зруйнує її сім'ю і сформований порядок речей, але Сергій сам приймає рішення, з ким йому жити і хто його мати. Олександрі Іванівні пропонує руку і серце давно кохана нею людина Семен Потапов. Він також робить привабливу пропозицію кинути нервову посаду і виїхати з ним в інше місто, де її чекає більш високооплачувана і спокійна робота. Обов'язок і покликання не відпускають господиню дитячого будинку — вона потрібна своїм вихованцям.

## У ролях
- Наталія Гундарева —  Олександра Іванівна Ванєєва
- Любов Соколова —  Марія, викладач праці
- Володимир Шевельков —  Сергій Петренко, прийомний син Ванєєвої
- Катерина Дронова —  Лариса
- Людмила Полякова —  Ксенія Рябцева
- Олена Фетисенко —  Ніна Петрівна Махова
- Ярослав Есиновський —  Славік Ромашов
- Анна Ісайкина —  Ірина
- Костянтин Григор'єв —  Семен Потапов
- Валерій Баринов —  Борис Максимов
- Наталія Рудна —  Олена Максимова
- Володимир Заманський —  Матвій Семенович
- Світлана Садковська —  мама Олени Пономаренко
- Олександр Хотченков —  шофер
- Любов Омельченко —  медсестра Валентина
- Алла Котельникова —  завгосп
- Євген Бикадоров —  народний засідатель
- Вікторія Духіна —  Карпушина
- Лев Борисов —  Іван Пилипович
- Іра Кособуцька —  Оля Макєєва
- Володимир Васильєв —  Андрій Михайлович
- Наталія Кочетова —  Тетяна Ромашова
- Ніна Палладіна —  сусідка Ромашова
- Тетяна Пивоварова —  народний засідатель

## Знімальна група
- Режисер-постановник: Валерій Кремньов
- Сценаристи: Йосип Ольшанський, Віктор Ольшанський
- Оператор-постановник: Владислав Єфімов
- Композитор: Юрій Саульський
- Художник-постановник: Раїса Потапова